# Elecciones al Parlamento Andino de Perú de 2016
Las elecciones al Parlamento Andino de Perú de 2016 se llevaron a cabo el 10 de abril de 2016, en conjunto con la elección presidencial y al congreso. En esta ocasión se elegirá la totalidad de 5 parlamentarios y 10 suplentes para el periodo 2016 - 2021.
Los requisitos para ser elegido parlamentario es ser peruano de nacimiento, haber cumplido veinticinco años y gozar del derecho de sufragio.

## Cronograma electoral
Los candidatos a congresistas y parlamentarios andinos tendrán que elegirse entre el 13 de octubre de 2015 y el 20 de enero de 2016. El cierre de la inscripción de listas es el 10 de febrero de 2016.
| Actividades                                                                                                | Fechas                           |
| --- | -------------------------------- |
| Cierre del plazo para renunciar a un partido y ser candidato por otro para el Parlamento Andino            | 10 de septiembre                 |
| Cierre del plazo para la renuncia de las autoridades que quieren ser candidatos en las elecciones de 2016. | 12 de octubre                    |
| Periodo de elección interna de candidato al Parlamento Andino                                              | 13 de octubre al 20 de enero     |
| Plazo para la inscripción de las alianza de partidos.                                                      | 13 de octubre al 12 de diciembre |
| Último día para convocar a Elecciones Generales de 2016.                                                   | 12 de diciembre                  |
| Cierre de inscripción de listas al Parlamento Andino                                                       | 10 de febrero                    |
| Elecciones al Parlamento Andino de 2016                                                                    | 10 de abril                      |

## Sistema electoral
Se elegirán a 5 miembros a nivel nacional empleando el método de la cifra repartidora, con doble voto preferencial opcional.
Para las elecciones internas de los partidos, al menos las cuatro quintas partes del total de candidatos podrán ser elegidas mediante tres modalidades: con voto los afiliados y no afiliados; tan solo de los afiliados, o a través de los delegados elegidos por los órganos partidarios. Asimismo, una quinta parte del total podrán ser elegidos directamente por el órgano del partido que disponga en el Estatuto.

## Partidos y líderes
A continuación se muestra una lista de los partidos y alianzas electorales que participaron en la elección: 
| Candidatura | Candidatura  | Partidos y alianzas | Líderes | Líderes                   | Ideología                                                          | Resultado previo | Resultado previo | Ref.  |
| Candidatura | Candidatura  | Partidos y alianzas | Líderes | Líderes                   | Ideología                                                          | Votos (%)        | Esc.             | Ref.  |
| ----------- | ------------ | --- | ------- | ------------------------- | ------------------------------------------------------------------ | ---------------- | ---------------- | ----- |
|             | FP           | Lista - Fuerza Popular (FP) |         | Keiko Fujimori Higuchi    | Fujimorismo Conservadurismo social Populismo de derecha            | 23.21%           | 1                | [ 6 ] |
|             | PP           | Lista - Perú Posible (PP) |         | Alejandro Toledo Manrique | Socioliberalismo Democracia liberal Tercera vía                    | 14.78%           | 1                | [ 6 ] |
|             | APRA– PPC–VP | Lista - Alianza Popular (APRA–PPC–VP) – Partido Aprista Peruano (APRA) – Partido Popular Cristiano (PPC) – Vamos Perú (VP)            |         | Alan García Pérez         | Aprismo Democracia cristiana Conservadurismo social                | 8.15%            | 1                | [ 6 ] |
|             | DD           | Lista - Democracia Directa (DD) |         | Andrés Alcántara Paredes  | Socialismo Nacionalismo de izquierda Ecologismo                    | 1.56%            | 0                | [ 6 ] |
|             | AP           | Lista - Acción Popular (AP) |         | Mesías Guevara Amasifuén  | Partido atrapalotodo                                               | Nuevo            | Nuevo            | [ 6 ] |
|             | APP–SP– RN   | Lista - Alianza para el Progreso del Perú (APP–SP–RN) – Alianza para el Progreso (APP) – Somos Perú (SP) – Restauración Nacional (RN) |         | César Acuña Peralta       | Liberalismo económico Conservadurismo liberal Democracia cristiana | Nuevo            | Nuevo            | [ 6 ] |
|             | PPK          | Lista - Peruanos por el Kambio (PPK)                                                                                                  |         | Pedro Pablo Kuczynski     | Liberalismo económico Conservadurismo progresista                  | Nuevo            | Nuevo            | [ 6 ] |
|             | FA           | Lista - Frente Amplio (FA) |         | Marco Arana Zegarra       | Socialismo Ecologismo Descentralización                            | Nuevo            | Nuevo            | [ 6 ] |
|             | O            | Lista - Orden |         | Ántero Flores-Aráoz       | Conservadurismo Nacionalismo                                       | Nuevo            | Nuevo            | [ 6 ] |

## Lista de Candidatos
A continuación la lista de candidatos al Parlamento Andino de cada partido político. 

### Acción Popular
| Acción Popular | Acción Popular                          |
| -------------- | --------------------------------------- |
| 1              | Bertha Arroyo de Alva                   |
| 2              | José David Ventosilla Ñañez             |
| 3              | Amir Jonathon Bocanegra Aldana          |
| 4              | Roberto Herrera Vargas                  |
| 5              | Elías Mendoza Habersperger              |
| 6              | Soledad Isabel Sánchez Chávez           |
| 7              | Seida Palacios Paiva                    |
| 8              | Sergio Riveros Riveros                  |
| 9              | María Isabel Ramos Landa                |
| 10             | Sebastiana del Pilar Carrillo Fernández |
| 11             | IMPROCEDENTE                            |
| 12             | Serapio Alberto Benito Aragón           |
| 13             | Melquiades Oscar Cernades Maxdeo        |
| 14             | Enrique Javier Aguirre Arguelles        |
| 15             | Katia Pilar Hurtado Chelquillo          |

### Alianza Para el Progreso del Perú
| Alianza para el Progreso del Perú | Alianza para el Progreso del Perú      |
| --------------------------------- | -------------------------------------- |
| 1                                 | César Alexander Acuña Núñez            |
| 2                                 | Celina Justina Iris Del Carpio Vásquez |
| 3                                 | Walter Arturo Ramos Barón              |
| 4                                 | Miryam Griselda Lora Loza              |
| 5                                 | Zelmira Isabel Aguilar Candiotti       |
| 6                                 | Carlos Augusto Peña Reluz              |
| 7                                 | Fermín García Fuentes                  |
| 8                                 | Digna Elisa Berrospi Espinoza          |
| 9                                 | Yamel Deyson Romero Peralta            |
| 10                                | Paulina Luza Ocsa                      |
| 11                                | Abraham Misael Rojas Jara              |
| 12                                | Erasmo Aimituma Cruz                   |
| 13                                | Santiago Mozo Quispe                   |
| 14                                | Zonia García Bendezu                   |
| 15                                | Flor de María Nolasco Pérez            |

### Alianza Popular
| Alianza Popular | Alianza Popular                        |
| --------------- | -------------------------------------- |
| 1               | Hildebrando Tapia                      |
| 2               | Omar Quezada Martínez                  |
| 3               | Lourdes Mendoza del Solar              |
| 4               | Kelly Ritha Quesquen Guzmán            |
| 5               | Wilbert Bendezú Carpio                 |
| 6               | Roberto César Augusto Abarca Fernández |
| 7               | Ricardo Yturbe López                   |
| 8               | Renzo Ibáñez Noel                      |
| 9               | Javier Valle-Riestra                   |
| 10              | Karla Ruth Dueñas Laura                |
| 11              | Violeta Emperatriz Beas Otero          |
| 12              | Nemith Bernardita Gamboa Giron         |
| 13              | Juan Carlos Chavieri Chávez            |
| 14              | Ruperto Ferro Ccorimanya               |
| 15              | Hiler Jorge Maizel Silva               |

### Democracia Directa
| Democracia Directa | Democracia Directa                 |
| ------------------ | ---------------------------------- |
| 1                  | David Tejada Pardo                 |
| 2                  | Eloy Americo Villacrez Riquelme    |
| 3                  | Justo Lucas Álvarez Sánchez        |
| 4                  | Herbert Estanislao Cordero Ramírez |
| 5                  | Lily Janet Vidal Céspedes          |
| 6                  | Javier Segundo Albañil Ordinola    |
| 7                  | Michael Ernesto Ortiz Colorado     |
| 8                  | Walter Arturo Manrique Medina      |
| 9                  | Luis Enrique Cienfuegos Gil        |
| 10                 | Cayetano Alejandro Suárez Vidal    |
| 11                 | Guillerma Chávez Cruz              |
| 12                 | Jenner Juvencio Terreros Zenteno   |
| 13                 | María Rosa Morales Hernández       |
| 14                 | María Magdalena Molina Acuña       |
| 15                 | Delicia Suárez Nuñez               |

### El Frente Amplio por Justicia, Vida y Libertad
| Frente Amplio | Frente Amplio                       |
| ------------- | ----------------------------------- |
| 1             | Alan Fairlie Reinoso                |
| 2             | Pedro Francke                       |
| 3             | Luz Gladis Vila Pihue               |
| 4             | Ricardo Antonio Soberón Garrido     |
| 5             | Elizabeth León Minaya               |
| 6             | Manuel Alexander Andia Pérez        |
| 7             | Carmela Chung Echevarria            |
| 8             | IMPROCEDENTE                        |
| 9             | Jesús Arnulfo Víctor Zegarra Breñas |
| 10            | Nelly Auristela Ledesma Raraz       |
| 11            | Víctor Manuel Guevara Oscco         |
| 12            | IMPROCEDENTE                        |
| 13            | Ruth Micaela Muñoz Cornejo          |
| 14            | Paul Francis Escajadillo Lock       |
| 15            | Félix Sandro Chávez Vásquez         |

### Fuerza Popular
| Fuerza Popular | Fuerza Popular                 |
| -------------- | ------------------------------ |
| 1              | Rolando Sousa                  |
| 2              | Mario Zúñiga Martínez          |
| 3              | Jorge Romero Castro            |
| 4              | Luis Alfonzo Sardi Coral       |
| 5              | Ricardo Fernando Nieto Frías   |
| 6              | IMPROCEDENTE                   |
| 7              | IMPROCEDENTE                   |
| 8              | William René Vega Mamani       |
| 9              | Yanina Ruth Chura Colque       |
| 10             | Óscar Ponce de León Rivera     |
| 11             | Manuel Jesús Zambrano Castillo |
| 12             | Karina Mirella Ñaupari Chávez  |
| 13             | Gloria Elizabeth Lluen Juárez  |
| 14             | José Álex Elguera Ramos        |
| 15             | IMPROCEDENTE                   |

### Partido Político Orden
| Partido Político Orden | Partido Político Orden              |
| ---------------------- | ----------------------------------- |
| 1                      | Jorge Wong Luck                     |
| 2                      | Luzmila Esther Zanabria Ishikawa    |
| 3                      | Juan Bautista Bardelli Lartirigoyen |
| 4                      | Yolanda Osterling Holder de Alegría |
| 5                      | Emma Vargas de Benavides            |
| 6                      | Carlos Enrique Gamarra Elías        |
| 7                      | Jorge Aquiles Carcovich Cortelezzi  |
| 8                      | Carlos Enrique Mesa Angosto         |
| 9                      | Marco Antonio Gardi Melgarejo       |
| 10                     | Javier Alfredo Oviedo Valverde      |
| 11                     | María Elena Reyes Palacios          |
| 12                     | Ángel Enrique Guillen Juárez        |
| 13                     | Raúl Kahn Tangoa                    |
| 14                     | Dina Merilyn Prado Chancahuaña      |
| 15                     | César Mamani Gutiérrez              |

### Perú Posible
| Perú Posible | Perú Posible                            |
| ------------ | --------------------------------------- |
| 1            | Víctor Crisólogo Espejo                 |
| 2            | Doris Sánchez                           |
| 3            | Betty Fani Fernández Gallarday          |
| 4            | Gena Julissa Blas Jara                  |
| 5            | Víctor Vallejos Tinoco                  |
| 6            | Liliana Eugenia Sulca Torres            |
| 7            | Mercedes Espinoza Colqui                |
| 8            | Clotilde Vega Buendia                   |
| 9            | Elisabet Trujillo Penadillo             |
| 10           | Oswaldo Omar Marcial Carrera Nascimento |
| 11           | Regina Esther Corso Guerrero            |
| 12           | Sandra Melisa Ramírez Arias             |
| 13           | Darío Miranda Vasques                   |
| 14           | Jhon Franz Vega Maco                    |
| 15           | IMPROCEDENTE                            |

### Peruanos Por el Kambio
| Peruanos Por el Kambio | Peruanos Por el Kambio           |
| ---------------------- | -------------------------------- |
| 1                      | Mariano González Fernández       |
| 2                      | Jaime Salomón                    |
| 3                      | Jesús Humberto Sierra Tapia      |
| 4                      | Daniel Germán Lozada Herrera     |
| 5                      | David Hancco Palomino            |
| 6                      | Sergio Iván Atarama Martínez     |
| 7                      | José Antony Cossio Guillen       |
| 8                      | Verónica Dionicia Quispe Maita   |
| 9                      | Roger Ciro Almeri Veramendi      |
| 10                     | Aixa Evelyn Vásquez Iparraguirre |
| 11                     | Pompeyo López Palomino           |
| 12                     | Esther del Rosario Meza Atuncar  |
| 13                     | Hilda Isabel Laura Vera Merea    |
| 14                     | Ruth Evelyn Del Castillo Miranda |
| 15                     | Gladys Guadalupe Guevara Llanos  |

## Sondeos de opinión
La siguiente tabla enumera las estimaciones de la intención de voto en orden cronológico inverso, mostrando las más recientes primero y utilizando las fechas en las que se realizó el trabajo de campo de la encuesta. Cuando se desconocen las fechas del trabajo de campo, se proporciona la fecha de publicación.
Leyenda:
     Sondeo realizado en el periodo de prohibición legal de la difusión de sondeos de intención de voto.

### Intención de voto
La siguiente tabla enumera las estimaciones ponderadas (sin incluir votos en blanco y nulos) de la intención de voto.
|                            |             |      |        |        |        |        |       |       |        |        |       |      |  |  |  |  |  |  |  |  |  |
| Elecciones andinas de 2016 | 10 abr 2016 | —    | –      | 38.1 3 | –      | –      | 8.0 0 | 7.6 0 | 15.5 1 | 14.9 1 | 8.1 0 | 22.6 |  |  |  |  |  |  |  |  |  |
|                            |             |      |        |        |        |        |       |       |        |        |       |      |  |  |  |  |  |  |  |  |  |
| Ipsos Perú                 | 9 abr 2016  | 7240 | –      | 34.4 3 | –      | –      | 8.9 0 | 8.2 0 | 16.1 1 | 17.4 1 | 8.6 0 | 17.0 |  |  |  |  |  |  |  |  |  |
|                            |             |      |        |        |        |        |       |       |        |        |       |      |  |  |  |  |  |  |  |  |  |
| Elecciones andinas de 2011 | 10 abr 2011 | —    | 27.0 2 | 23.2 1 | 14.8 1 | 13.9 1 | –     | –     | –      | –      | –     | 3.8  |  |  |  |  |  |  |  |  |  |

## Resultado

### Nacional
|  | 38.10 % |

|  | 15.46 % |

|  | 14.92 % |

|  | 8.15 % |

|  | 8.01 % |

|  | 7.57 % |

|  | 5.02 % |

|  | 2.19 % |

|  | 0.59 % |

### Listado de Parlamentarios Andinos 2016-2021
| Candidatos electos         | Partido                | Votos   |
| -------------------------- | ---------------------- | ------- |
| Rolando Sousa              | Fuerza Popular         | 407,811 |
| Mario Zúñiga Martínez      | Fuerza Popular         | 290,559 |
| Jorge Romero Castro        | Fuerza Popular         | 203,676 |
| Alan Fairlie Reinoso       | Frente Amplio          | 206,978 |
| Mariano González Fernández | Peruanos Por el Kambio | 190,338 |

| Candidatos suplentes electos   | Partido                | Votos   |
| ------------------------------ | ---------------------- | ------- |
| Luis Alfonzo Sardi Coral       | Fuerza Popular         | 95,481  |
| Manuel Jesús Zambrano Castillo | Fuerza Popular         | 30,870  |
| Ricardo Frenando Nieto Frías   | Fuerza Popular         | 90,083  |
| Yanina Ruth Chura Colque       | Fuerza Popular         | 30,550  |
| William René Vega Mamani       | Fuerza Popular         | 31,353  |
| Óscar Ponce de León Rivera     | Fuerza Popular         | 29,852  |
| Pedro Francke                  | Frente Amplio          | 143,921 |
| Luz Gladis Vila Pihue          | Frente Amplio          | 76,062  |
| Jaime Salomón                  | Peruanos Por el Kambio | 137,782 |
| Jesús Humberto Sierra Tapia    | Peruanos Por el Kambio | 49,404  |